# Altdorf (concentratiekamp)
Altdorf was een klein werkkamp dat fungeerde als subkamp van Auschwitz. In Altdorf, gelegen in het dorp Stara Wieś, werd aan bosbouw gedaan. Het kamp, dat actief was in 1942 en 1943, had gemiddeld tussen de tien en twintig personen.